# João Casimiro de Nassau-Saarbrücken
João Casimiro de Nassau-Saarbrücken (24 de setembro de 1577 - 29 de março de 1602) foi um filho do conde Alberto de Nassau-Weilburg.

## Família
João Casimiro era o sexto filho do conde Alberto de Nassau-Weilburg e da condessa Ana de Nassau-Dillenburg. Os seus avós paternos eram o conde Filipe III de Nassau-Weilburg e a condessa Ana de Mansfeld. Os seus avós maternos eram o conde Guilherme I de Nassau-Dillenburg e a condessa Juliana de Stolberg.

## Casamento
João casou-se com a condessa Isabel de Hesse-Darmstadt no dia 10 de maio de 1601. O casal teve apenas uma filha:
- Ana Leonor de Nassau-Saarbrücken (29 de março de 1602 - 7 de setembro de 1685), casada com o duque Frederico Luís de Württemberg-Montbéliard; com descendência.